# Nārenj Dūl
Nārenj Dūl (persiska: نارنج دول, Nārenjeh Dūl) är en ort i Iran.   Den ligger i provinsen Gilan, i den nordvästra delen av landet, 300 km nordväst om huvudstaden Teheran. Nārenj Dūl ligger 138 meter över havet och antalet invånare är 585.
Terrängen runt Nārenj Dūl är varierad.Runt Nārenj Dūl är det ganska glesbefolkat, med 45 invånare per kvadratkilometer. Närmaste större samhälle är Hashtpar, 8,1 km norr om Nārenj Dūl. I omgivningarna runt Nārenj Dūl växer i huvudsak blandskog.